# Durban Challenger
Il Durban Challenger è stato un torneo professionistico di tennis giocato su campi in cemento. Faceva parte dell'ATP Challenger Series. Si giocava annualmente a Durban in Sudafrica.

## Albo d'oro

### Singolare
| Anno | Campione        | Finalista       | Punteggio     |
| ---- | --------------- | --------------- | ------------- |
| 1990 | Jeremy Bates    | Grant Stafford  | 6–4, 6–1      |
| 1989 | Marcos Ondruska | Ugo Colombini   | 6–4, 6–4      |
| 1988 | Gary Muller     | Royce Deppe     | 6–3, 7–5      |
| 1987 | Philip Johnson  | Tomer Zimmerman | 6–2, 2–0 rit. |

### Doppio
| Anno | Campioni                       | Finalisti                      | Punteggio     |
| ---- | ------------------------------ | ------------------------------ | ------------- |
| 1990 | Wayne Ferreira Piet Norval (2) | Stefan Kruger Greg Van Emburgh | 6–0, 2–6, 6–3 |
| 1989 | Royce Deppe Byron Talbot       | Earl Zinn Brent Haygarth       | 6–2, 6–4      |
| 1988 | Michael Robertson Tim Wilkison | Wayne Ferreira Grant Stafford  | 6–2, 6–2      |
| 1987 | Marius Barnard Piet Norval (1) | Pieter Aldrich Warren Green    | 6–3, 6–4      |